# Литлџон Ајланд (Мејн)
Литлџон Ајланд (енгл. Littlejohn Island) насељено је место без административног статуса у америчкој савезној држави Мејн.

## Демографија
По попису из 2010. године број становника је 118.
| Група             | 2000.    | 2010.       |
| Белци             | 0 (0,0%) | 115 (97,5%) |
| Афроамериканци    | 0 (0,0%) | 0 (0,0%)    |
| Азијати           | 0 (0,0%) | 3 (2,5%)    |
| Хиспаноамериканци | 0 (0,0%) | 0 (0,0%)    |
| Укупно            | 0        | 118         |